# Autobianchi Bianchina
Autobianchi Bianchina — городской автомобиль, выпускавшийся Autobianchi (подразделение Fiat) с 1957 по 1970 год.

## История
Компания Autobianchi была основана в 1955 году в результате объединения усилий итальянских компаний Bianchi, Fiat и Pirelli. Однако из-за финансовых трудностей первый автомобиль сошёл с конвейера только через два года, в 1957 году. Первым автомобилем новой компании стала Autobianchi Bianchina.
Bianchina впервые была представлена 16 сентября 1957 года в Миланском музее науки и техники. Этот автомобиль основывался на узлах Fiat 500 и первые несколько лет выпускался лишь в кузове кабриолет («Trasformabile»); в 1960—1970-х гг. появились также варианты седан («Berlina»), родстер («Cabriolet»), универсал («Panoramica») и фургон («Furgoncino»).
Bianchina имела компактные размеры: колёсную базу 1850 мм, а также барабанные тормоза на всех колёсах. Коробка передач — механическая 4-ступенчатая.
В первый год производства было продано свыше 11 тыс. автомобилей. Кабриолет пользовался особенной популярностью среди женщин-заказчиков.
Первоначально машина оснащалась двигателем Fiat объёмом 479 см³ с воздушным охлаждением мощностью 15 л. с. (11 кВт). В 1959 году мощность мотора была повышена до 17 л. с. (13 кВт). В 1960 году представлена специальная версия модели «Trasformabile», имевшая двухцветную окраску и мотор рабочим объёмом 499 см³ с увеличенной с 18 до 21 л. с. (16 кВт). С 1962 года «Trasformabile» стали оснащаться 4-местным салоном с прежним двигателем и шасси.
В 1965 году произведён незначительный рестайлинг. В 1970 году Bianchina заменена на новый и более совершенный A112.

## Галерея

Типы кузовов Bianchina
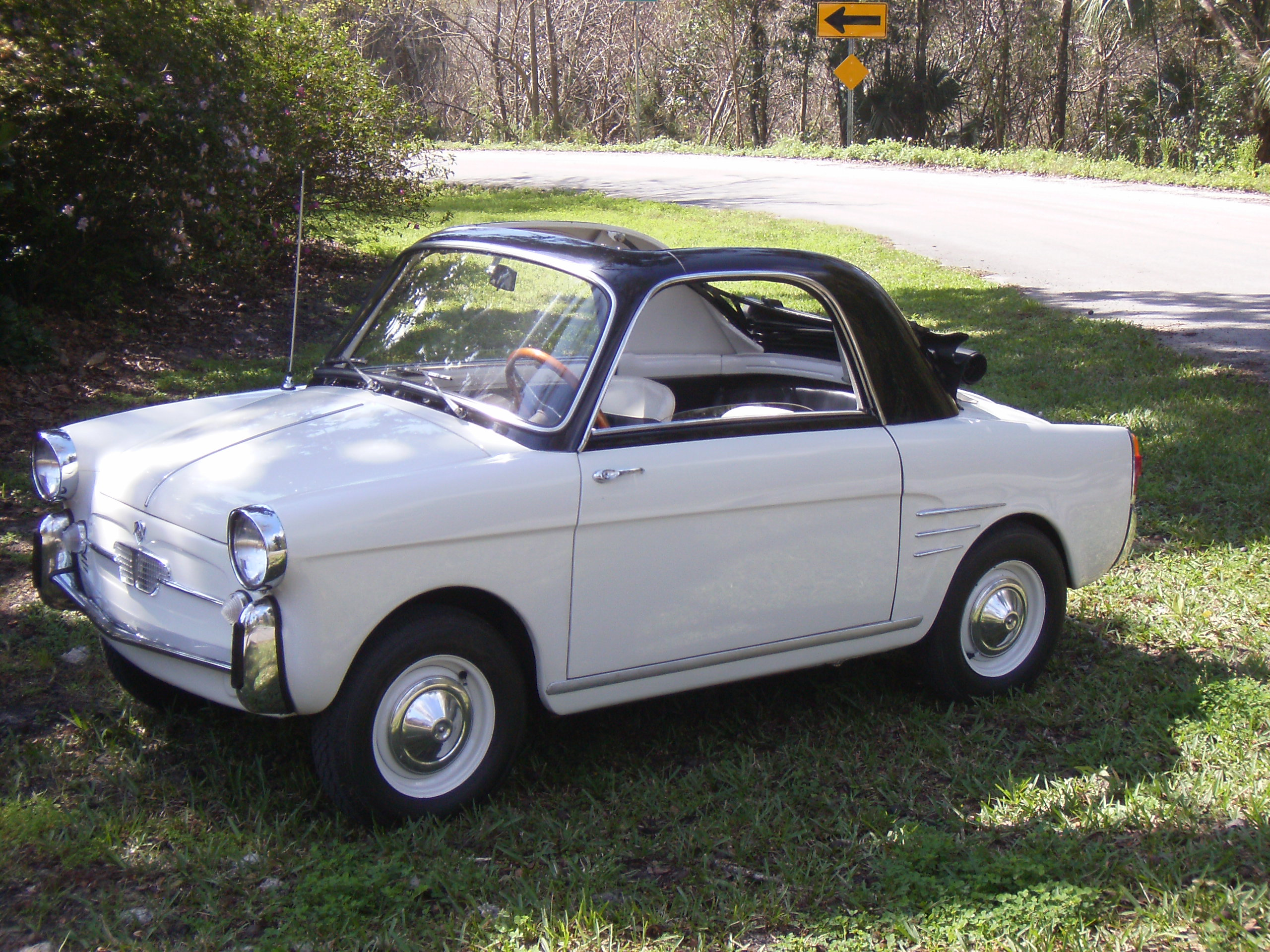
Trasformabile
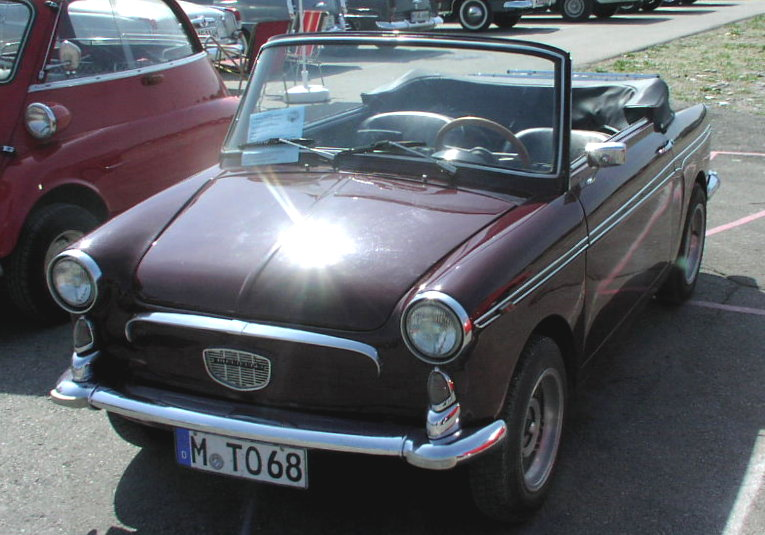
Convertible
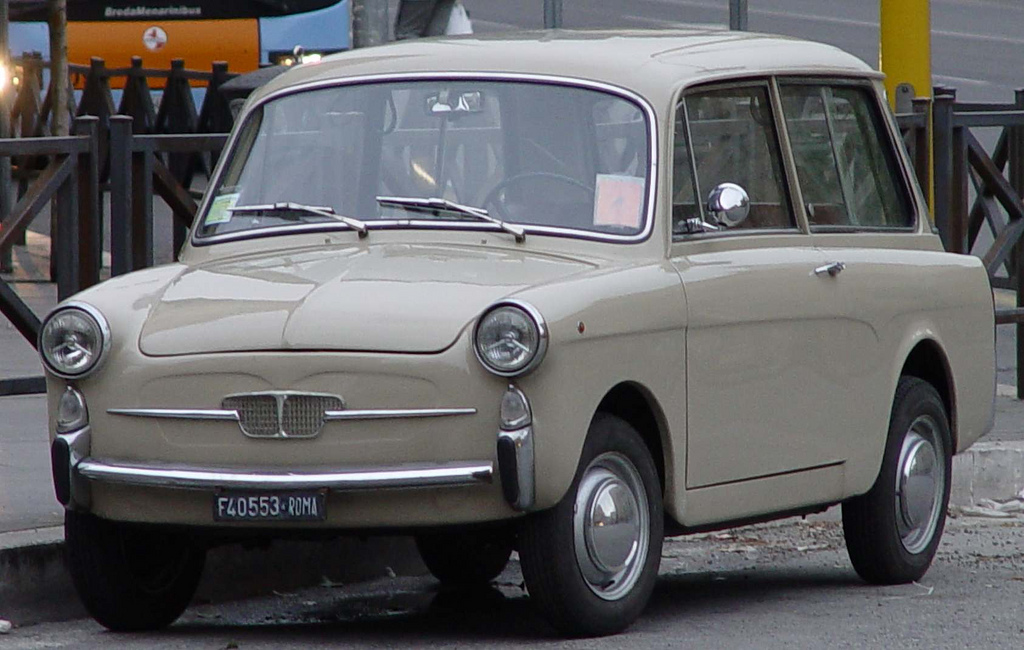
Panoramica
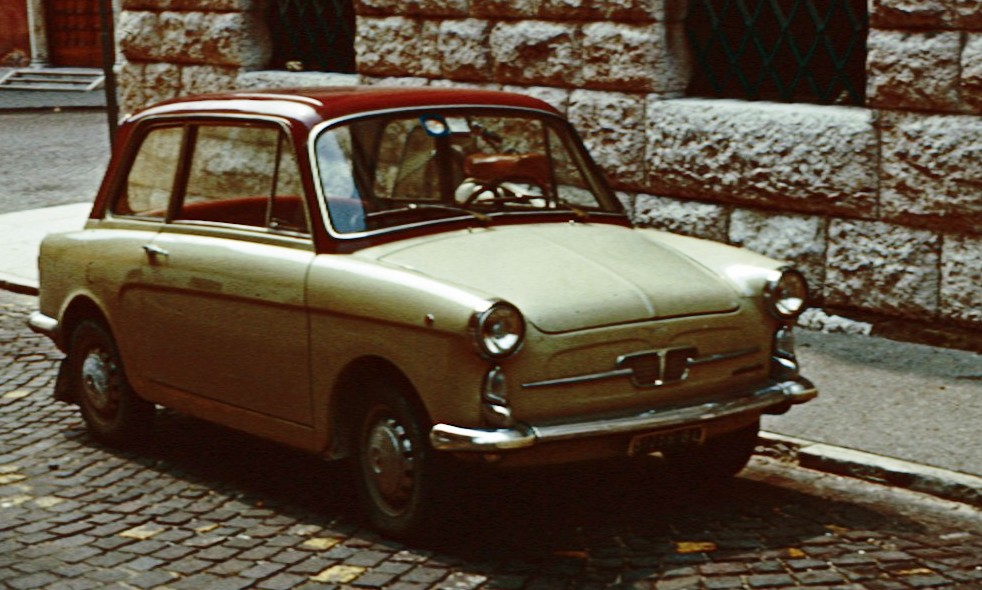
Berlina
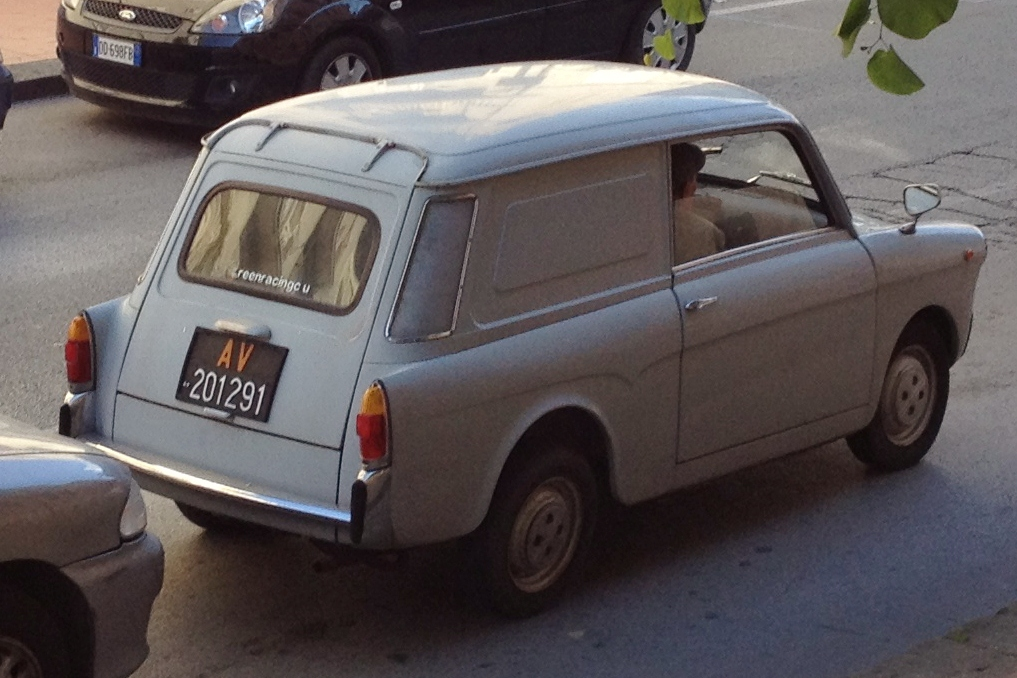
Furgoncino (low roof)
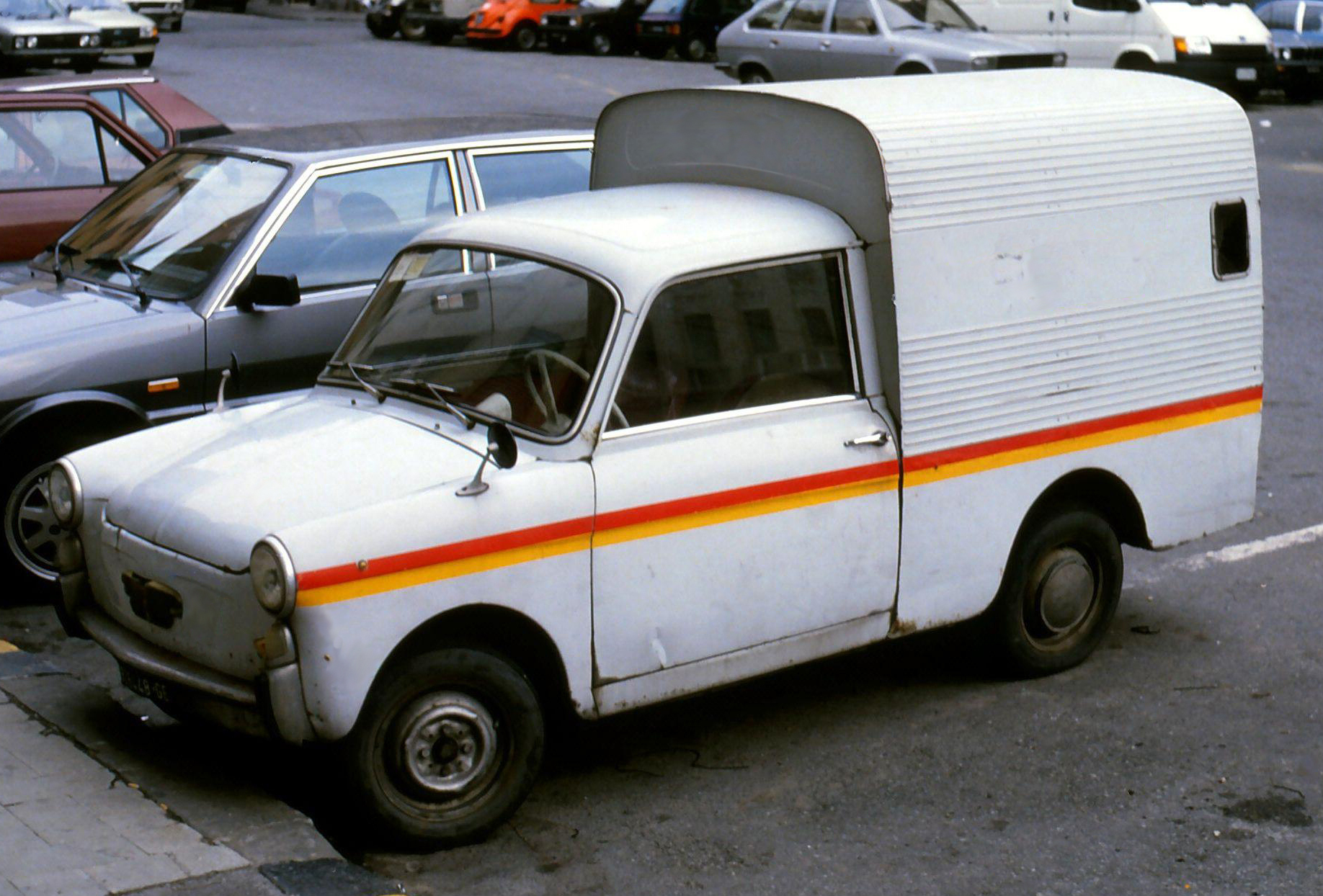
Furgoncino (tall roof)